# Pedro Júnior
Pedro Júnior (Santana do Araguaia, 29 januari 1987) is een Braziliaans voetballer.